# Футбольный клуб (телепередача)
«Футбольный клуб» — информационно-аналитическая телепрограмма о футболе, выходившая на телеканалах «НТВ», «ТНТ», «НТВ-Плюс Спорт» и «НТВ-Плюс Футбол» с 28 января 1994 по 21 декабря 2012 года (с перерывами). Автор и ведущий — известный спортивный журналист Василий Уткин (иногда заменялся Савиком Шустером, Владимиром Маслаченко, Георгием Черданцевым, Дмитрием Фёдоровым, Тимуром Журавелем и Кириллом Дементьевым). Один выпуск Уткин также провёл с Георгием Черданцевым и Владиславом Батуриным.

## История
Идея программы принадлежала Анне Дмитриевой, создававшей вместе с Алексеем Бурковым спортивную редакцию на недавно образованном телеканале НТВ. Поскольку телеканал на тот момент являлся новым, ставка делалась на свежие лица. Известно, что при поиске ведущих программы Дмитриева консультировалась с главным редактором еженедельника «Футбол» Львом Филатовым. Он же и посоветовал обратить внимание на кандидатуры журналистов его еженедельника — Олега Винокурова и Юрия Юдина. Первые выпуски программы вёл Олег Винокуров. Отправляясь в командировку на Чемпионат мира в США, Винокуров сказал, что по возвращении с турнира возвращаться к ведению передачи не намерен (он решил сконцентрироваться на печатной журналистике), и по этой причине с 27 мая 1994 года её ведущим стал Василий Уткин. Кандидатуру Уткина предложил тогдашний директор спортивной редакции НТВ Алексей Бурков. Само название программы «Футбольный клуб» придумал тогдашний руководитель художественных программ НТВ Владилен Арсеньев, о чём он рассказывал в нескольких интервью.
В первоначальном формате передачи её основу составляли переведённые сюжеты из международного футбольного тележурнала Futbol Mundial, а также беседы в студии с приглашёнными гостями. Широкое использование партнёрской сети по городам, а также привязанность к новостям канала, позволяли давать максимально полный обзор матчей внутрироссийского футбольного первенства. При Уткине программа стала отличаться нестандартным для тогдашнего российского телевидения подходом к подаче информации. В случае отсутствия у НТВ или «НТВ-Плюс» прав на картинку трансляции какого-либо турнира, события тех или иных игр пересказывались в устной форме. По утверждению Дмитрия Фёдорова, «Футбольный клуб» – это передача не о футболе, это передача о свободе и о свободных людях, которая делается свободными людьми». Василий Уткин же утверждал, что программу нельзя считать «программой Уткина», поскольку в проекте он являлся только ведущим и руководителем, а помимо него его делало «много дееспособных, толковых, талантливых людей». С 1994 по 1997 год программа выходила из той же студии, что и информационная программа «Сегодня», обычно за полчаса до начала её выпуска в 19:00. В таком случае в конце передачи всегда пускали сюжет или графику с турнирными таблицами, перед которыми ведущий передачи прощался и потом уже больше не появлялся в кадре. Остальное время до начала эфира новостей, пока из студии уходили одни люди и приходили другие, занимали реклама и заставки. Редакция передачи при этом размещалась на 8 этаже телецентра «Останкино».
Изначально, с 1994 по 1998 год, «Футбольный клуб» выходил на канале НТВ в вечернее время, с середины осени 1998 года он стал выходить в эфир, как правило, ночью. В разные годы частотность выхода передачи варьировалась: изначально «Футбольный клуб» выходил в эфир четыре раза в неделю, затем — два раза в неделю, с 2000 года основной выпуск передачи стал выходить только один раз в неделю. С 22 марта 1997 до 27 мая 2001 года выходили также программы-ответвления «Футбольный клуб представляет Чемпионат России» (до конца октября 1999 года, по субботам) и «Футбольный клуб представляет Лигу Чемпионов» (с осени 1998 по май 2001 года, по вторникам, затем по понедельникам, позже по воскресеньям). У основного выпуска время от времени формат и построение также менялись: Дмитрий Чуковский, руководитель Дирекции спортивных каналов «НТВ-Плюс» в 2010—2015 годах, отмечал, что за годы своего существования в эфире программа колебалась в формате между серьёзно-занудным и развлекательно-ироническим.
В 1998 и 1999 годах программа выдвигалась на премию ТЭФИ в номинации «Лучшая спортивная программа».
С конца августа по декабрь 1998 года выпуск передачи «Футбольный клуб» по понедельникам выходил в ночном эфире, а затем из-за финансовых проблем и в связи с вынужденным сокращением ночного эфира на НТВ он был убран. В такие выпуски Уткин приглашал к себе в пару соведущего-эксперта: Савика Шустера или Юрия Роста.
В мае 1999 года Уткин по инициативе тогдашнего генерального директора НТВ Олега Добродеева был отстранён от ведения эфиров «Футбольного клуба», и некоторое время его подменял Владимир Маслаченко. Осенью того же года программа была закрыта по причине низких рейтингов. Сам Уткин, однако, утверждает, что на закрытие во многом повлиял Савик Шустер, который хотел сделать собственную футбольную программу на НТВ. Также среди причин закрытия называлась реконструкция сетки вещания НТВ в новом сезоне. Это закрытие не повлияло на выход в эфир дополнительных подвыпусков о Чемпионате России и Лиге Чемпионов, транслировавшихся в ночном эфире.
После закрытия программа выходила на «НТВ-Плюс» и возобновилась на НТВ только в марте 2000 года, существуя параллельно с программой Савика Шустера «Третий тайм». Время выхода программы «Футбольный клуб» было перенесено на день понедельника или среды. С 2000 по 2006 год программа снималась в декорациях 11-й студии Останкино, откуда также выходили все большие программы на НТВ («Итоги», «Глас народа», «Тушите свет» и другие). В передачу была добавлена новая рубрика «Червяки», где два антропоморфных мультипликационных червячка с глазами, вылезавшие из-под земли, комментировали картинку футбольных матчей, пародируя штампы комментаторов с центральных телеканалов.
В апреле 2001 года, после смены руководства на НТВ, «Футбольный клуб» снова был закрыт: у Уткина возник конфликт с Алексеем Бурковым, а также при переходе на ТВ-6 он же сказал Евгению Киселёву, что потерял интерес к ведению своей передачи (несмотря на то, что Киселёв был готов разместить её в эфире этого канала). Одновременно с этим ведущий рассматривал и возможность собственного ухода из спортивной журналистики по следам этих же событий. По воспоминаниям Ильи Казакова, нынешнего комментатора ВГТРК и тогдашнего корреспондента «Футбольного клуба», приводимым в книге «Foot'Больные люди», после захвата НТВ Уткин также собрал в комнате 8-16 (редакционном помещении канала «НТВ-Плюс Футбол») весь творческий коллектив своей программы и, проводя параллели с романом Владимира Набокова «Дар», сказал всем, что «Футбольный клуб» на НТВ закрывается и теперь «каждый будет сам за себя». После закрытия весь творческий коллектив раскололся на несколько частей: бо́льшая часть осталась работать в спортивной редакции «НТВ-Плюс» в прежнем качестве, а некоторые (как Казаков) ушли с продюсером Владимиром Кузнецовым сначала в спортивную редакцию НТВ, а затем и на недавно возникший спортивный телеканал 7ТВ.
Сам Уткин рассказывал об этом периоде так:

Я встречался с Кохом, НТВ не заинтересовано ни в моих услугах, ни в спортивных передачах вообще. Да и, если честно, я разочаровался в «Футбольном клубе». Хотя есть одна задумка. Буду с ней экспериментировать на «НТВ-Плюс Футбол».

С 14 сентября 2004 по 18 апреля 2006 года передача снова выходила на НТВ, но только после матчей Лиги чемпионов УЕФА — по вторникам в 1:00, после закрытия ночного выпуска программы «Сегодня» она стала выходить в 1:15 или 1:35. Премьера прошла без упоминания в печатных телепрограммах (согласно источникам, изначально в эфир должен был выйти дневник Лиги Чемпионов, а не «Футбольный клуб»), с 28 сентября 2004 года правильное название стало на постоянной основе указываться в сетке вещания. Формат программы представлял собой ток-шоу, в котором Василий Уткин вместе с комментаторами НТВ и «НТВ-Плюс» обсуждали сыгранные во вторник матчи турнира (обзора матчей среды не было по причине отсутствия у НТВ прав). Иногда, в случае командировки или болезни основного ведущего данную передачу вёл Георгий Черданцев или Дмитрий Фёдоров, или же выходил дневник Лиги Чемпионов в старом формате (обзор матчей с голосом комментатора за кадром). В мае 2006 года, после истечения трёхлетнего контракта с УЕФА (первый был расторгнут ещё в 2003 году) руководство НТВ решило отказаться от трансляций, а «Футбольный клуб» был окончательно закрыт на этом канале.
С 11 февраля 2005 по 21 декабря 2012 года выходила каждую пятницу вечером на канале «НТВ-Плюс Футбол» в формате «информационно-житейской программы» о футболе. С февраля 2005 по апрель 2006 года существовали две передачи под названием «Футбольный клуб» с разным форматом и разным графическим оформлением: одна — в формате обсуждения сыгранных матчей Лиги Чемпионов на большом НТВ, вторая — в формате информационно-житейской передачи о футболе на спутниковом канале «НТВ-Плюс Футбол». В 2006—2010 годах в эфире того же телеканала (и телеканала «Наш футбол») также существовали приложения под названием «Футбольный клуб. Обзор Чемпионата России» и «Футбольный клуб: первый дивизион». Последнее рассказывало о матчах первой лиги.
11 июля 2010 года, сразу же после финала ЧМ-2010, Василий Уткин объявил о завершении своей деятельности в программе «Футбольный клуб». Затем последовала информация о возможном переходе Уткина с «НТВ-Плюс» на ВГТРК. После некоторых раздумий комментатор решил не менять место работы и остаться на «НТВ-Плюс». Место ведущего было передано Кириллу Дементьеву и Тимуру Журавелю. Они вели передачу поочерёдно в период с 20 августа 2010 по 22 апреля 2011 года. С 29 апреля 2011 года ведущим снова стал Василий Уткин.
4 марта 2013 года автор и ведущий программы Василий Уткин в своём блоге объявил о её закрытии. 18 сентября 2014 года занимавший пост главного редактора спортивных телеканалов «НТВ-Плюс» Уткин заявил, что программа «Футбольный клуб» вернётся в эфир в октябре, но этого не произошло.
В июне 2018 года «Футбольный клуб» был возрождён как интернет-проект на авторском канале Василия Уткина в YouTube.
Василия Уткина не стало 19 марта 2024 года.
28 марта 2024 года вышел выпуск памяти Василия Уткина, в конце которого редактором YouTube-версии Павлом Чепуриным было объявлено о продолжении «Футбольного клуба» в дальнейшем
3 апреля вышло первое регулярное видео «Футбольного клуба» без Василия Уткина. Выпуск провели ученики «Школы Василия Уткина» Павел Чепурин и Денис Алхазов
По состоянию на 2025 год основными ведущими «Футбольного клуба» в YouTube являются Павел Чепурин, Денис Алхазов и Павел Бобков. 

## Специальные выпуски
В июне-июле 1998 года в дневном и ночном эфире НТВ незадолго до объявленного по программе конца эфира выходили выпуски программы под названием «Футбольный клуб на Чемпионате мира» (или «Футбольный клуб. Третий тайм»). Василий Уткин или Владимир Маслаченко вели программу в выездной студии во Франции, а в основной студии программу вели Савик Шустер, Михаил Решетов или Юрий Розанов. Программа включала в себя обзор сыгранных на чемпионате матчей за день, прогнозы на последующие матчи, беседу с приглашёнными гостями в студии программы (в 21-й студии Останкино, занимаемой каналом «НТВ-Плюс Спорт») или из студии «Россия», а также интервью с футболистами и репортажи, подготовленные корреспондентами НТВ и «НТВ-Плюс». В части случаев ночная программа шла параллельно с трансляциями игр турнира на каналах ОРТ и РТР, что позволяло ведущим НТВ объявлять их результаты раньше, чем закончится показ в записи у конкурентов. Самих прямых трансляций на НТВ не было ввиду отсутствия членства телекомпании в Европейском вещательном союзе и прав на показ.
Также, на спортивных каналах «НТВ-Плюс» до ребрендинга, «Футбольный клуб на Чемпионате мира» в формате тематической программы выходил в 2006, 2010 и 2014 годах — вне зависимости от того, выходила ли в эфир основная версия программы или нет. В 2008 и 2012 годах выходила тематическая программа «Футбольный клуб на Чемпионате Европы», построенная по схожему принципу. При этом в 2002 году формат «Футбольного клуба на Чемпионате мира» использовала программа «НТВ-Плюс Футбол» «Постскриптум», ведущим её был также Василий Уткин, тем же по большей степени остался и состав редакторов и корреспондентов. 
До второго закрытия на НТВ (2001) в канун новогодних праздников выходил специальный, праздничный выпуск программы с уклоном в развлекательную тематику. Выпуск назвался «Новый год в Футбольном клубе». В 1994, 1995 и 2000 годах такой новогодний выпуск выходил в формате ток-шоу с приглашёнными футболистами и массовкой. В 1996 году новогодний выпуск вышел из основной студии программы, и Уткин вёл его в костюме Деда Мороза. Он приглашал в студию российских футболистов и беседовал с ними. В остальных случаях предновогодний выпуск передачи представлял собой обзорный характер: итоги футбольного года, показ всего интересного, что телезрители уже видели в уходящем году.
В 1994 и 1995 годах в программе имелась рубрика-конкурс «Девятка». По ходу сезона вёлся рейтинг лучших девяти мячей, забитых игроками российских клубов и сборных команд страны, основанный на выборе телезрителей (которые могли звонить по телефону один раз в определённые временные рамки и выбрать тройку лучших голов, среди их авторов не должно было быть более одного представителя из одной команды). По итогам сезона среди сформированной девятки лучших голов, авторы которых приглашались в студию на съемки новогоднего выпуска, определялся победитель, награждавшийся автомобилем ВАЗ-2109 (второй призёр получал бутылку шампанского). В 1994 году победителем стал Валерий Кечинов, в 1995 — Юрий Никифоров.

## Резонансные эпизоды
Программа также запомнилась зрителям частыми конфликтами с футбольным клубом «Спартак». Широкий общественный резонанс в 1997 году вызвал сюжет «Футбольного клуба» после квалификационного матча «Спартак» — «Кошице», в котором с критической позиции рассказывалось о деятельности тогдашнего главного тренера красно-белых Олега Романцева, а также была поставлена под сомнение его профессиональная репутация. После демонстрации данного видеосюжета в эфире недовольные футболисты приняли решение не давать интервью корреспондентам НТВ и общаться с «Футбольным клубом», а Романцев регулярно просил руководство канала не ставить Уткина на трансляции матчей с участием красно-белых. В 2001 году на выпуск программы, в котором обсуждалась игра клуба в Лиге Чемпионов с мюнхенской «Баварией», также не приехал ни главный тренер Романцев, ни другие игроки «Спартака», даже несмотря на то, что организаторы эфира их ждали в студии.
Романцева часто причисляли к инициаторам первого закрытия программы (в 1999 году). Но вскоре эти сведения были опровергнуты самим тренером в одном из интервью:
<...> Я года три назад [это интервью Романцев дал в 1999 году] посмотрел как-то «Футбольный клуб» на НТВ, мне не понравилось, и с тех пор я его не смотрю. И когда говорят о моём влиянии на увольнение, мне просто смешно. Я Уткину никогда в интервью не отказывал, это Ярцев как-то ему отказал. А что сейчас с Уткиным, мне всё равно.
Инцидент был благополучно исчерпан только в 2009 году, когда «НТВ-Плюс» пригласило Романцева прокомментировать ретроспективные матчи «Спартака» в 1990-е годы. Вскоре эта информация была подтверждена и самим тренером.
Весной 2011 года в одном из выпусков обновлённого «Футбольного клуба» его ведущий Кирилл Дементьев пересказал заметку из «Новой газеты». Суть её заключалась в том, что брат президента РФПЛ Сергея Прядкина занимается агентской деятельностью и продаёт в Россию футболистов, несмотря на то, что согласно законодательству РФ родственники действующих футбольных функционеров делать этого не имеют права. РФПЛ, у которой «НТВ-Плюс» покупало права на показ матчей чемпионата России, а также Прядкин были недовольны данным эпизодом, и спустя несколько дней Дементьева отстранили от работы в «Футбольном клубе». После этого случая ведущим программы снова стал Василий Уткин, который и вёл её до окончательного закрытия.

## Критика
«Футбольный клуб» часто негативно воспринимался зрителями старшего поколения. В частности, известный советский телекомментатор Владимир Перетурин в одном из интервью отмечал, что программа Уткина ему не нравилась в связи с непониманием её авторами тактики игры в футбол, обилием штампов и языковой и стилевой ориентацией на детей и подростков в возрасте до 18 лет. Другие зрители неодобрительно отзывались о передаче по причине того, что телеканал НТВ, по их мнению, всегда в негативном ракурсе освещал жизнь российских футбольных клубов (в частности, московского ФК «Спартак», см. выше) и сборной (аналогичные претензии предъявлялись и к некоторым комментариям прямых футбольных трансляций на телеканале).

## Коллектив программы

### Ведущие программы
В разное время передачу вели:
- Олег Винокуров (1994)
- Василий Уткин (1994—2010, 2011—2012)
- Дмитрий Фёдоров (1995—1997, 2005)[103]
- Владимир Маслаченко (1997—1999)[104][105]
- Савик Шустер (1998)
- Михаил Решетов (1998)
- Юрий Розанов (1998)
- Георгий Черданцев (2000—2001, 2005)
- Тимур Журавель и Кирилл Дементьев (2010—2011)
- Роман Гутцайт (2012)

### Корреспонденты

#### 1994—2001
- Алексей Андронов[106][107]
- Вадим Басков
- Юлия Бордовских[108][109]
- Василий Вахетов
- Дмитрий Гараненко[110]
- Георгий Гривенный — Волгоград
- Дмитрий Дуличенко
- Тимур Журавель[111]
- Глеб Золотовский[106]
- Илья Казаков[112]
- Максим Квятковский
- Нугзар Кереселидзе — Грузия
- Денис Косинов
- Сергей Кривохарченко[113]
- Илья Кузенкин[111]
- Михаил Мельников
- Сергей Мещеряков[114][115]
- Дмитрий Мирошниченко — Киев, Украина
- Иван Москаленко (Эстурланд) — Фарерские острова[116][22]
- Дмитрий Писаренко — Армения
- Юрий Розанов
- Дмитрий Рыбьяков — Тюмень
- Александр Славин
- Александр Смирнов
- Владимир Стогниенко[117]
- Тимофей Тимачёв[106]
- Александр Ткачёв
- Роман Трушечкин
- Василий Уткин
- Дмитрий Хавин — Бельгия
- Дмитрий Хайтовский
- Дмитрий Фёдоров[118]
- Георгий Черданцев

#### 2005—2012
- Александр Аксёнов
- Сергей Акулинин
- Алексей Андронов
- Алексей Вихорев
- Борис Волков
- Константин Генич
- Никита Горшенин[119]
- Роман Гутцайт
- Тимур Дагуев
- Кирилл Дементьев
- Юрий Димчук
- Юрий Дудь
- Тимур Журавель
- Иван Иванов[12]
- Денис Казанский
- Катерина Кирильчева
- Мария Макарова[120]
- Вадим Матвеев
- Лаша Бахсолиани
- Михаил Мельников
- Михаил Моссаковский
- Роман Нагучев (с 2008)[121]
- Сергей Новосёлов
- Наталья Пакуева (до 2007)
- Олег Пирожков
- Михаил Поленов
- Кирилл Пупшев
- Дмитрий Савин
- Дмитрий Трошин
- Дмитрий Фёдоров
- Андрей Чегодаев (до 2010)[122]
- Илья Шеин
- Артём Шмельков
- Дмитрий Шнякин

## Факты
- С марта 2000 по февраль 2022 года программа имела радио-версию, которая выходила в эфир на радиостанции «Эхо Москвы» по понедельникам, в 23:12. Ведущие — Сергей Бунтман (или Максим Курников) и Василий Уткин.
- В качестве корреспондентов программы в разное время выступали такие ныне известные спортивные комментаторы, как Илья Казаков, Георгий Черданцев, Алексей Андронов[123], Роман Трушечкин[124], Владимир Стогниенко[117], Сергей Кривохарченко, Дмитрий Дуличенко и Александр Ткачёв (последний затем перешёл на ВГТРК, где комментировал футбол и хоккей).
- В июне 2018 года Василий Уткин возобновил программу «Футбольный клуб» на своём авторском YouTube-канале[125].